# Drákuloviny
Drákuloviny (v anglickém originále Dracula: Dead and Loving it) je americká filmová komedie z roku 1995. Režisérem filmu je Mel Brooks. Hlavní role ve filmu ztvárnili Leslie Nielsen, Mel Brooks, Peter MacNicol, Steven Weber a Amy Yasbeck.

## Obsazení
| Leslie Nielsen   | Dracula             |
| Mel Brooks       | Abraham Van Helsing |
| Peter MacNicol   | Thomas Renfield     |
| Steven Weber     | Jonathan Harker     |
| Amy Yasbeck      | Mina Seward         |
| Lysette Anthony  | Lucy Westenra       |
| Harvey Korman    | Dr. Seward          |
| Anne Bancroftová | madam Ouspenskaya   |
| Ezio Greggio     | coachman            |
| Megan Cavanagh   | Essie               |